# La Difesa del popolo
La Difesa del popolo, detta anche semplicemente La Difesa, è il giornale settimanale della diocesi di Padova. Esce ogni domenica dal 1908, data della sua fondazione.

## Storia
La Difesa del popolo nasce nel 1908; tra le iniziative che subito intraprende vi è quella per l'abbattimento dei famigerati casoni, e per la loro sostituzione con abitazioni più salubri e confortevoli. I casoni erano le case che normalmente i grandi proprietari davano in uso ai mezzadri e alle loro famiglie; senza acqua corrente né servizi, il tetto di paglia o di canne e il pavimento in terra battuta, erano col tempo diventati sinonimo di abitazione fatiscente e non igienica. La "battaglia dei casoni" dura perlomeno fino a tutti gli anni '60.
La Difesa inoltre servì anche alla diocesi per dare impulso al sindacalismo cattolico e all'organizzazione dei lavoratori, soprattutto contadini, in cooperative. Queste iniziative in particolare attirarono subito sulla Difesa l'ira e le accuse dei padroni e dei grossi proprietari terrieri da una parte, dei socialisti dall'altra.

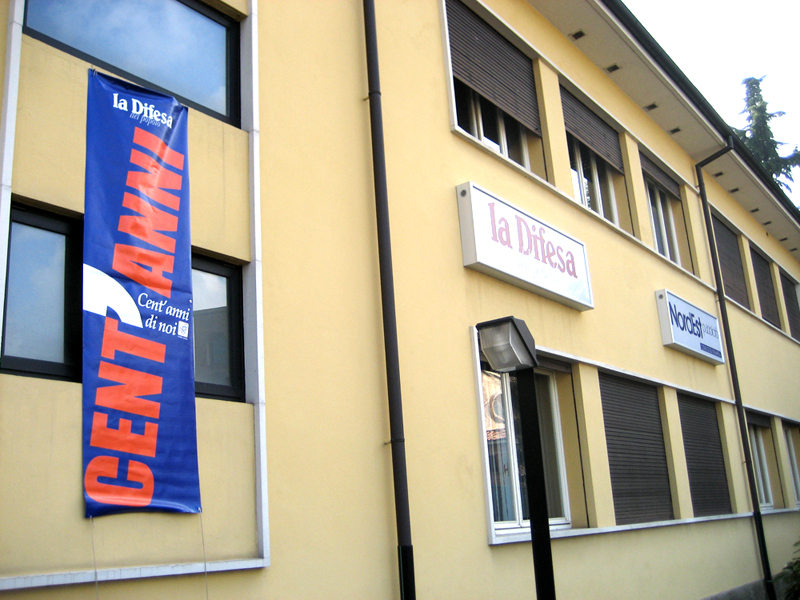
L'edificio di via Cernaia, sede della Difesa del popolo dal 1997 al 2017

Aderisce alla Federazione italiana settimanali cattolici (FISC), che ha contribuito a fondare.
In occasione del 110º anniversario della sua fondazione e a breve distanza dal 50° di Avvenire, nel 2018 sono state presentate la nuova impostazione editoriale e la nuova veste grafica del periodico, con un maggior contenuto di immagini, e una versione online.